# Galeus springeri
Galeus springeri  (лат.) — малоизученный вид рода пилохвостов, семейства кошачьих акул (Scyliorhinidae). Обитает у Антильских островов. Размножается, откладывая яйца. Максимальный размер 48 см.

## Таксономия
Изначально Galeus springeri рассматривался как полосатый цветовой морф Galeus antillensis. Первый известный образец прожил в Национальном музее естественной истории более 20 лет. Вид был описан в 1998 г. в выпуске научного журнала «Copeia» Герой Константину и Иосифом Коцци, которые назвали его в честь ведущего систематика акул Стюарта Спрингера. Типовой образец представлял собой неполовозрелого самца длиной 32 см, пойманного 8 декабря 1969 года около Подветренных островов. Эта акула принадлежит комплексу видов Galeus arae, который также включает Galeus antillensis, антильского пилохвоста (Galeus arae), Galeus cadenati и Galeus mincaronei.

## Ареал и среда обитания
Ареал G. springeri ограничивается водами, омывающими Антильские острова, Кубу, Ямайку, Эспаньолу, Пуэрто-Рико, Подветренные острова, и, вероятно, американские Виргинские острова. Точный ареал не определён из-за путаницы с родственными видами. Эти акулы встречаются на дне в верхней части материкового и островного склона на глубине от 457 до 699 м.

## Описание
Максимальная длина 48 см. У Galeus springeri тонкое тело и слегка приплюснутая голова с вытянутой и заострённой мордой. Овальные глаза вытянуты по горизонтали и оснащены рудиментарным третьим веком, позади глаз есть крошечные брызгальца. Выступы под глазами почти не видны. Ноздри разделены треугольными кожными складками. Рот широкий и изогнутый в виде длинной арки, по углам расположены длинные борозды. Количество зубных рядов на обеих челюстях одинаковое и не зависит от пола. Каждый зуб имеет один центральный и несколько боковых зубцов меньшего размера. Имеется пять пар коротких жаберных щелей.
Вершины спинных плавников закруглены. Спинные плавники имеют примерно одинаковый размер. Основание первого спинного плавника находится над второй половиной основания брюшных плавников. Основание второго спинного плавника находится над второй половиной основания анального плавника. Грудные плавники среднего размера с закруглёнными концами. Брюшные плавники низкие с острым концом. Анальный плавник имеет удлинённую форму и расположен близко к брюшным и хвостовому плавнику. Длина основания анального плавника составляет 11 % и сопоставима с расстоянием между спинными плавниками. Хвостовой плавник низкий, с маленькой нижней лопастью и вентральной выемкой возле кончика верхней лопасти. Тело покрыто мелкими, перекрывающими друг друга плакоидными чешуйками, каждая из которых имеет форму каплевидной короны с горизонтальным хребтом и тремя маргинальными зубчиками. На передней части дорсального и вентрального краёв хвостового плавника имеется характерный пилообразный гребень, сформированный крупными чешуйками. Этот вид отличается уникальным окрасом — спина перед первым спинным плавником покрыта тёмными полосами, окантованными белым цветом, а за плавником до хвоста разбросаны седловидные тёмные отметины на чуть более светлом фоне. Брюхо ровного белого цвета.

## Биология и экология
Подобно прочим акулам, входящим в видовой комплекс Galeus arae, Galeus springeri размножается, откладывая яйца, заключённые в капсулу, имеющую форму фляжки, длиной 5 см, с усиками по углам. У самок половая зрелость наступает при длине менее 43 см (о самцах данных нет).

## Взаимодействие с человеком
Иногда акулы этого вида попадают в качестве прилова в донные тралы. Учитывая небольшой их небольшой ареал, увеличение давления со стороны рыболовства может оказать на популяцию негативное влияние. Данных для определения статуса сохранности данного вида недостаточно.